# Мелешкану, Теодор
Теодор Мелешкану (рум. Teodor Viorel Meleşcanu; 10 марта 1941, Брад) — румынский государственный деятель, политик, сенатор Румынии, председатель Сената Румынии (2019—2020), дипломат, министр иностранных дел Румынии (19 ноября 1992 — 11 декабря 1996; 10 ноября — 24 ноября 2014 и 4 января 2017 — 24 июля 2019), юрист, доктор политических наук, доктор права.

## Биография
В 1959—1964 годах изучал право в Бухарестском университете. В 1964—1966 годах обучался в аспирантуре при альма матер по международным отношениям.
С 1966 года работал дипломатом в Министерстве иностранных дел Румынии. С 1966 по 1970 год —дипломатический атташе в управлении Департамента юридических договоров, с 1970 по 1978 год — третий секретарь Департамента международных организаций в Секции договоров по разоружению. В это время продолжал учёбу в аспирантуре на факультете экономики и социальных наук Женевского университета (1967—1968) и в Высшем институте международных исследований в Женеве (1967—1970). В 1973 году получил степень доктора политических наук и международного права в Женевском университете.
В 1978—1985 годах Мелешкану работал в качестве 2-го секретаря в Постоянном представительстве Румынии при Организации Объединенных Наций и других международных организациях в Женеве. Вернулся на родину в 1985 году и сначала работал в штаб-квартире Министерства иностранных дел в качестве генерального секретаря Департамента международной безопасности и разоружения (1985—1990). Затем с 23 августа 1990 по 15 мая 1991 г. был заместителем министра и главой отдела по Латинской Америке, Азии и Африке, с 15 мая 1990 по 19 ноября 1992 г. служил дипломатическим советником и, наконец, стал министром иностранных дел. С 15 января 2008 по 29 февраля 2008 г. — и.о. министра юстиции Румынии.
В июне 1997 года был одним из основателей партии «Альянс за Румынию», позже член Альянса либералов и демократов Румынии.
С 2012 по 2014 год работал в должности директора Службы внешней разведки Румынии (Serviciul de Informații Externe, SIE), трижды избирался сенатором Румынии от Национальной либеральной партии Румынии, министр обороны Румынии (5 апреля 2007 — 22 декабря 2008), министр иностранных дел в 1992—1996, 2014 и 2017—2019 годах.
В 2014 году безуспешно баллотировался на Президентских выборах.

## Награды
- Кавалер ордена Звезды Румынии (2012)[2]
- Командор со звездой ордена Заслуг перед Республикой Польша (2013)